# Milan Lach
Milan Lach (Kežmarok, 18 novembre 1973) è un vescovo cattolico slovacco, dal 23 gennaio 2023 vescovo ausiliare di Bratislava e titolare di Ostracine e dal 21 novembre 2024 visitatore apostolico per i fedeli greco-cattolici slovacchi in Europa occidentale.

## Biografia
Milan Lach è nato a Kežmarok, in Slovacchia, il 18 novembre 1973.

### Formazione e ministero sacerdotale
Dal 1992 al 1995 ha frequentato la Facoltà teologica greco-cattolica di Prešov e nel 1995 è entrato nel noviziato della Compagnia di Gesù a Trnava. Dal 1997 al 2001 ha studiato teologia presso la Facoltà teologica dell'Università di Trnava.
L'11 novembre 2000 è stato ordinato diacono nella cattedrale della Natività di Maria Vergine a Košice dal vescovo Milan Chautur. Il 1º luglio 2001 è stato ordinato presbitero nella stessa cattedrale dal medesimo vescovo. Dal 2001 al 2002 ha svolto il servizio civile nella comunità dei gesuiti di Košice. Nel 2003 ha lavorato come scienziato presso il Centro di spiritualità Est-Ovest. Dal 2003 al 2004 è stato nominato capo del Centro di spiritualità est-ovest e allo stesso ha prestato servizio nelle comunità nei dintorni di Košice. Nel 2004 è stato inviato a Roma per studi. Oltre a frequentare un ambito accademico internazionale, a Roma ha maturato esperienza nel servizio spirituale come assistente al Pontificio Collegio Russicum, assistente spirituale della Federazione degli Scout d'Europa e coautore con Radio Vaticana. Nel 2009 ha conseguito il dottorato in scienze ecclesiastiche orientali presso il Pontificio istituto orientale.
Tornato in patria ha lavorato come direttore del Centro di spiritualità Est-Ovest. Oltre a seguire le attività scientifiche del Centro, organizzare conferenze, costituire un fondo bibliotecario e stabilire contatti con istituti di altri paesi, ha insegnato per un semestre alla Facoltà di teologia dell'Università Cattolica di Košice. Dal 2010 è stato anche membro del consiglio dei rettori della rivista teologica Verba Theologica e dal 2011 vice-decano per i rapporti esteri e per lo sviluppo della Facoltà teologica dell'Università di Trnava dal 2011.
Il 30 dicembre 2009 ha emesso la professione solenne nella Compagnia di Gesù. È stato consigliere provinciale dal 30 dicembre 2009 e delegato per la formazione degli scolastici gesuiti dal 1º gennaio 2012.

### Ministero episcopale
Il 19 aprile 2013 papa Francesco lo ha nominato vescovo ausiliare di Prešov e titolare di Ostracine. Ha ricevuto l'ordinazione episcopale il 1º giugno successivo nella basilica della Dormizione di Maria a Lutine dall'arcieparca metropolita di Prešov, arcieparca metropolita di Prešov, co-consacranti l'eparca di Košice Milan Chautur e quello di Bratislava Peter Rusnák.
Nel novembre del 2015 ha compiuto la visita ad limina.
Il 24 giugno 2017 papa Francesco lo ha nominato amministratore apostolico sede vacante di Parma. Il 1º giugno dell'anno successivo lo stesso pontefice lo ha nominato eparca della stessa. Ha preso possesso dell'eparchia il 30 giugno successivo.
Nel febbraio del 2020 ha compiuto una seconda visita ad limina.
Il 23 gennaio 2023 lo stesso pontefice lo ha nominato vescovo ausiliare di Bratislava, assegnandogli nuovamente la sede titolare di Ostracine.
Dal 21 novembre 2024 ricopre anche l'ufficio di visitatore apostolico per i fedeli greco-cattolici slovacchi in Europa occidentale.

## Genealogia episcopale
La genealogia episcopale è:
- Cardinale Scipione Rebiba
- Cardinale Giulio Antonio Santori
- Cardinale Girolamo Bernerio, O.P.
- Arcivescovo Galeazzo Sanvitale
- Cardinale Ludovico Ludovisi
- Cardinale Luigi Caetani
- Cardinale Ulderico Carpegna
- Cardinale Paluzzo Paluzzi Altieri degli Albertoni
- Papa Benedetto XIII
- Papa Benedetto XIV
- Papa Clemente XIII
- Cardinale Enrico Benedetto Stuart
- Papa Leone XII
- Cardinale Chiarissimo Falconieri Mellini
- Cardinale Camillo Di Pietro
- Cardinale Mieczysław Halka Ledóchowski
- Cardinale Jan Maurycy Paweł Puzyna de Kosielsko
- Arcivescovo Józef Bilczewski
- Arcivescovo Bolesław Twardowski
- Arcivescovo Eugeniusz Baziak
- Papa Giovanni Paolo II
- Arcivescovo Ján Babjak, S.I.
- Vescovo Milan Lach, S.I.